# Quebec Solidari
Quebec Solidari (en francès, Québec solidaire) és un partit polític d'esquerres i independentista del Quebec. Fou fundat el 4 de febrer de 2006 a Mont-real. Va ser el producte de la fusió de la Union des forces progressistes (Unió de les Forces Progressistes, UFP) i Option citoyenne (Opció Ciutadana).
A les eleccions de 2007 no va obtenir representació. En canvi, en les eleccions de 2008 va obtenir un diputat a l'Assemblea Nacional del Quebec, Amir Khadir, triat a la circumscripció mont-realesa de Mercier.
A les eleccions de 2012, el partit va passar de no arribar a 4% a obtenir el 6,03% dels vots i va aconseguir que l'altra cap del partit, Françoise David, fos elegida per la circumscripció de Gouin, també a Mont-real.
A les eleccions de 2014, Quebec Solidari va obtenir 7,63% dels vots. A més d'Amir Khadir (Mercier) i Françoise David (Gouin), Manon Massé fos elegida per la circumscripció de Sainte-Marie–Saint-Jacques, també a Mont-real.
El 2 de desembre de 2017 els membres van donar el vist-i-plau d'unir-se amb el partit de centre-esquerra sobiranista Opció nacional. Els membres d'ON també li van donar el vist-i-plau, el qual els deixava amb l'estatus de "col·lectiu" dins de Quebec Solidari, el 10 de desembre d'eixe any.